# Disso É Que Eu Gosto
Disso É Que Eu Gosto é um samba de Vicente Paiva e Luís Peixoto, gravado por Carmen Miranda em 6 de setembro de 1940 e lançado pela Odeon Records em novembro do mesmo ano.

## Antecedentes
Em 1940, Carmen Miranda lançou quatro músicas especialmente compostas para responder às críticas de que havia voltado americanizada. São elas: "Voltei pro morro", samba de Luiz Peixoto e Vicente Paiva; "Diz que tem", samba de Vicente Paiva e Aníbal Cruz; "Disso é que gosto", choro de Luiz Peixoto e Vicente Paiva; e a óbvia "Disseram que Voltei Americanizada", samba de Luiz Peixoto e Vicente Paiva.

## Regravações
A música foi incluída no disco À La Miranda, de Ademilde Fonseca.